# Correferencia
La Correferencia (o coindexación), como término lingüístico, es la referencia al mismo tiempo de dos o más expresiones lingüísticas en el mismo texto. Por ejemplo, en la oración:
"Aunque todos vieron al Presidente, ninguno lo reconoció"
el pronombre "lo" está en relación anafórica con el sustantivo "presidente" (se refiere a él sin volver a nombrarlo), y ambos ("lo" y "presidente") son correferenciales, puesto que apuntan al mismo ente del mundo real (la persona que ejerce el cargo de presidente).
Este tipo de correferencia, en el que un elemento ("presidente") es una forma léxica con sentido propio y el otro es una proforma (un pronombre, como "lo") es quizá el más habitual, pero en modo alguno el único. Por ejemplo, en la siguiente oración 
"Aunque todos vieron al Presidente, ninguno reconoció al ganador de las últimas elecciones"
la expresión "el ganador de las últimas elecciones" está en relación anafórica con "Presidente", ambos son correferenciales, y ambos son expresiones léxicas plenas.
En literatura lingüística se emplean normalmente subíndices para señalar los miembros que comparten referencia, de los que se dice que están coindexados. Usando el ejemplo anterior, señalaríamos así la coindexación de ambos términos: 
Aunque todos vieron al Presidentei, ninguno loi reconoció
El fenómeno de la correferencia es de capital importancia en la sintaxis de la coherencia discursiva.
Cuando en una misma construcción sintáctica aparecen dos elementos correferentes, es posible llevar a cabo ciertas operaciones que entrañan la sustitución o elisión de uno de ellos; por ejemplo: Pedro peina a Pedro y Pedro quiere que Pedro vaya al cine pueden convertirse en Pedro se peina y Pedro quiere ir al cine si las apariciones de Pedro son efectivamente correferentes.
- Datos: Q63087
- Multimedia: Linguistics / Q63087